# Кубок Білорусі з хокею із шайбою 2009
Кубок Білорусі з хокею із шайбою 2009 — 9-й розіграш Кубка Білорусі з хокею.
Розіграш Кубка Білорусі проводився у 2 етапи. На 1-му етапі в період с 5 по 15 серпня 2009 року команди грали у підгрупах за круговою системою в 1 коло. На 2-му етапі команди, що посіли за підсумками першого етапу 1-і місця у підгрупах, визначали переможця розіграшу Кубка Білорусі у єдиному фінальному матчі.
Фінальный матч проводився 19 серпня 2009 року, в якому «Юність-Мінськ» перемогла «Керамін-Мінськ» із рахунком 3:1.

## Команди
У Кубку Білорусі 2009 взяло участь 11 команд, які згідно з результатами регулярного чемпіонату Республіки Білорусь в сезоні 2008—09 років були розділені на дві підгрупи.
I підгрупа.
1. «Юність-Мінськ»
2. «Шахтар» Солігорськ
3. «Металург» Жлобин
4. «Німан» Гродно
5. ХК «Вітебськ»
6. «Шинник» Бобруйськ

II підгрупа.
1. «Керамін-Мінськ»
2. «Хімволокно-Могильов»
3. ХК «Гомель»
4. «Хімік-СКА» Новополоцьк
5. ХК «Брест»

## I підгрупа

### Турнірна таблиця
| №  | Команда           | І | В | ВО | ВБул. | ПО | ПБул. | П | Очк. | %О | Г  | ПШ | Штр. | Господарі | Гості   |
| -- | ----------------- | - | - | -- | ----- | -- | ----- | - | ---- | -- | -- | -- | ---- | --------- | ------- |
| 1. | Юність-Мінськ     | 6 | 5 | 0  | 0     | 1  | 0     | 0 | 16   | 89 | 19 | 9  | 94   | 3-0-1-0   | 2-0-0-0 |
| 2. | Шахтар Солігорськ | 5 | 3 | 1  | 0     | 0  | 1     | 0 | 12   | 80 | 16 | 11 | 125  | 2-0-0-0   | 1-1-1-0 |
| 3. | Металург Жлобин   | 5 | 2 | 0  | 1     | 0  | 1     | 1 | 9    | 60 | 17 | 15 | 88   | 2-1-0-0   | 0-0-1-1 |
| 4. | Німан Гродно      | 5 | 1 | 0  | 2     | 0  | 0     | 2 | 7    | 47 | 14 | 14 | 91   | 1-1-0-0   | 0-1-0-2 |
| 5. | ХК Вітебськ       | 5 | 1 | 0  | 0     | 0  | 1     | 3 | 4    | 27 | 5  | 13 | 72   | 0-0-1-2   | 1-0-0-1 |
| 6. | Шинник Бобруйськ  | 5 | 0 | 0  | 0     | 0  | 0     | 5 | 0    | 0  | 10 | 17 | 98   | 0-0-0-2   | 0-0-0-3 |

### Результати
Час початку матчів місцевий (UTC+2).
| 5 серпня 2009 18:30 | ХК Вітебськ | 0 : 2 (0:0, 0:2, 0:0) | Шахтар Солігорськ | Палац спорту, Вітебськ Глядачів: 690 |

| Протокол | Протокол                         | Протокол                                                          | Протокол                       | Протокол                             |
| -------- | -------------------------------- | ----------------------------------------------------------------- | ------------------------------ | ------------------------------------ |
|          | Максим Малютін 21 сейв/ 23 кидки | Голкіпери                                                         | Міка Окса 28 сейвів/ 28 кидків | Арбітри: Дмитро Шилов Валерій Горяєв |
|          | 0:1 0:2                          | 9:59 — Олексій Єфименко 1 (біл.) 14:45 — Сергій Кукушкін 1 (біл.) |                                | Арбітри: Дмитро Шилов Валерій Горяєв |
| 20 хв.   | Вилучення                        | 20 хв.                                                            |                                | Арбітри: Дмитро Шилов Валерій Горяєв |
| 28       | Кидки                            | 23                                                                |                                | Арбітри: Дмитро Шилов Валерій Горяєв |

| 5 серпня 2009 18:30 | Німан Гродно | 4 : 3 ПБ (0:2, 2:1, 1:0, 0:0 ОТ, 1:0 ПБ) | Металург Жлобин | ЛПЦ, Гродно Глядачів: 1,250 |

| Протокол | Протокол                             | Протокол                                                                  | Протокол                         | Протокол                                         |
| --- | ------------------------------------ | ------------------------------------------------------------------------- | -------------------------------- | ------------------------------------------------ |
| | Олександр Зарудний 18 сейв/ 21 кидок | Голкіпери                                                                 | Андрій Буйко 32 сейви/ 35 кидків | Арбітри: Василь Биковський Олександр Запольський |
| Олександр Медведєв 1 (біл.) — 4:33 Андрій Шевелєв 1 (біл.) — 14:27 Олег Малашкевич 1 (біл.) — 18:13 В'ячеслав Лисичкін (пб.) | 0:1 0:2 1:2 2:2 2:3 3:3 4:3          | 1:33 — Олександр Ковшик 1 16:06 — Дмитро Калачьов 18:15 — Віктор Блінов 1 |                                  | Арбітри: Василь Биковський Олександр Запольський |
| 10 хв. | Вилучення                            | 32 хв.                                                                    |                                  | Арбітри: Василь Биковський Олександр Запольський |
| 36 | Кидки                                | 21                                                                        |                                  | Арбітри: Василь Биковський Олександр Запольський |

| 5 серпня 2009 18:30 | Шинник Бобруйськ | 2 : 3 (0:2, 1:0, 1:1) | Юність-Мінськ | Бобруйськ-Арена, Бобруйськ Глядачів: 2,700 |

| Протокол                                                    | Протокол                         | Протокол                                                                             | Протокол                            | Протокол                            |
| ----------------------------------------------------------- | -------------------------------- | ------------------------------------------------------------------------------------ | ----------------------------------- | ----------------------------------- |
|                                                             | Олексій Бриш 50 сейвів/ 53 кидки | Голкіпери                                                                            | Сергій Шабанов 25 сейвів/ 27 кидків | Арбітри: Віктор Пляц Валерій Жаглов |
| Дмитро Обрежа 1 (біл.) — 2:09 Дмитро Обрежа 2 (біл.) — 0:22 | 0:1 0:2 1:2 2:2 2:3              | 0:47 — Андрій Степанов 1 7:45 — Андрій Степанов 2 13:07 — Костянтин Захаров 1 (біл.) |                                     | Арбітри: Віктор Пляц Валерій Жаглов |
| 22 хв.                                                      | Вилучення                        | 22 хв.                                                                               |                                     | Арбітри: Віктор Пляц Валерій Жаглов |
| 27                                                          | Кидки                            | 53                                                                                   |                                     | Арбітри: Віктор Пляц Валерій Жаглов |

| 7 серпня 2009 18:30 | Шахтар Солігорськ | 4 : 2 (2:0, 0:2, 2:0) | Німан Гродно | Льодовий Палац, Солігорськ Глядачів: 1,000 |

| Протокол | Протокол                       | Протокол                                           | Протокол                               | Протокол                            |
| --- | ------------------------------ | -------------------------------------------------- | -------------------------------------- | ----------------------------------- |
| | Міка Окса 26 сейвів/ 28 кидків | Голкіпери                                          | Олександр Зарудний 29 сейвів/ 33 кидки | Арбітри: Віктор Пляц Валерій Жаглов |
| Віталій Люткевич 1 (біл.2) — 2:54 Віктор Андрущенко — 18:21 Андрій Антонов 1 (біл.) — 0:59 Георгій Рязанцев 1 — 9:03 | 1:0 2:0 1:2 2:2 3:2 4:2        | 12:16 — Андрій Орлюк 1 19:14 — Олександр Любимов 1 |                                        | Арбітри: Віктор Пляц Валерій Жаглов |
| 57 хв. | Вилучення                      | 43 хв.                                             |                                        | Арбітри: Віктор Пляц Валерій Жаглов |
| 33 | Кидки                          | 28                                                 |                                        | Арбітри: Віктор Пляц Валерій Жаглов |

| 7 серпня 2009 18:30 | Шинник Бобруйськ | 3 : 4 (0:2, 0:1, 3:1) | ХК Вітебськ | Бобруйськ-Арена, Бобруйськ Глядачів: 2,400 |

| Протокол                                                                                  | Протокол                                                                          | Протокол | Протокол                             | Протокол                             |
| ----------------------------------------------------------------------------------------- | --------------------------------------------------------------------------------- | --- | ------------------------------------ | ------------------------------------ |
|                                                                                           | Олексій Бриш 30 сейвів/ 34 кидки (59:12) Антон Міцкевич 0 сейвів/ 0 кидків (0:48) | Голкіпери | Михайло Шибанов 25 сейвів/ 28 кидків | Арбітри: Андрій Васько Євген Денисюк |
| Олександр Міхейонок 1 (б.) — 3:56 Євген Науменко 1 (біл.) — 7:45 Євген Науменко 2 — 11:40 | 0:1 0:2 0:3 1:3 1:4 2:4 3:4                                                       | 4:12 — Єгор Цуріков 1 (біл.) 18:47 — Павло Толстик 1 (біл.) 4:09 — Василь Полоницький 1 (біл.2) 5:37 — Євген Каштанов 1 |                                      | Арбітри: Андрій Васько Євген Денисюк |
| 26 хв.                                                                                    | Вилучення                                                                         | 22 хв. |                                      | Арбітри: Андрій Васько Євген Денисюк |
| 28                                                                                        | Кидки                                                                             | 34 |                                      | Арбітри: Андрій Васько Євген Денисюк |

| 7 серпня 2009 18:30 | Юність-Мінськ | 5 : 3 (2:1, 0:1, 3:1) | Металург Жлобин | Ковзанка ХК Юність-Мінськ, Мінськ Глядачів: 560 |

| Протокол | Протокол                           | Протокол                                                                              | Протокол                                                                                  | Протокол                                    |
| --- | ---------------------------------- | ------------------------------------------------------------------------------------- | ----------------------------------------------------------------------------------------- | ------------------------------------------- |
| | Сергій Шабанов 29 сейвів/ 32 кидки | Голкіпери                                                                             | Олександр Полукеєв 37 сейвів/ 42 кидки (54:22) Арунас Алейніковас 3 сейви/ 3 кидки (5:11) | Арбітри: Володимир Наливайко Олександр Боро |
| Олег Леонтьєв 1 (біл.) — 6:48 Олександр Матерухін 1 (біл.) — 12:43 Костянтин Захаров 2 — 4:08 Роман Романенко 1 (біл.2) — 6:12 Максим Слиш 1 (мен.) — 13:11 | 1:0 1:1 2:1 2:2 3:2 4:2 5:2 5:3    | 10:47 — Віктор Блінов 2 (біл.2) 3:56 — Павло Волчек 1 (біл.) 18:35 — Євген Кривомаз 1 |                                                                                           | Арбітри: Володимир Наливайко Олександр Боро |
| 16 хв. | Вилучення                          | 22 хв.                                                                                |                                                                                           | Арбітри: Володимир Наливайко Олександр Боро |
| 54 | Кидки                              | 32                                                                                    |                                                                                           | Арбітри: Володимир Наливайко Олександр Боро |

| 10 серпня 2009 18:30 | Металург Жлобин | 6 : 5 ПБ (3:3, 1:2, 1:0, 0:0 ОТ, 1:0 ПБ) | Шахтар Солігорськ | Льодовий палац «Металург», Жлобин Глядачів: 1,900 |

| Протокол | Протокол                                                                                      | Протокол | Протокол                                | Протокол                            |
| --- | --------------------------------------------------------------------------------------------- | --- | --------------------------------------- | ----------------------------------- |
| | Олександр Полукеєв 10 сейвів/ 13 кидків (12:31) Арунас Алейніковас 26 сейви/ 28 кидки (52:29) | Голкіпери | Степан Горячевських 22 сейви/ 27 кидків | Арбітри: Віктор Пляц Валерій Жаглов |
| Юрій Єлісеєнко 1 — 3:40 Агріс Савіелс 1 — 13:06 Ігор Коваленя 1 — 17:26 Ігор Федоров 1 (біл.) — 13:36 Геннадій Савилов 1 — 19:48 Олексій Крутіков (пб.) | 1:0 1:1 1:2 1:3 2:3 3:3 3:4 3:5 4:5 5:5 6:5                                                   | 4:31 — Сергій Заделенов 1 (біл.) 9:08 — Андрій Антонов 2 (біл.) 12:31 — Віктор Андрущенко 2 0:30 — Віктор Андрущенко 3 4:19 — Олег Шафаренко 1 |                                         | Арбітри: Віктор Пляц Валерій Жаглов |
| 14 хв. | Вилучення                                                                                     | 14 хв. |                                         | Арбітри: Віктор Пляц Валерій Жаглов |
| 28 | Кидки                                                                                         | 41 |                                         | Арбітри: Віктор Пляц Валерій Жаглов |

| 10 серпня 2009 18:30 | Німан Гродно | 5 : 2 (0:1, 3:1, 2:0) | Шинник Бобруйськ | ЛПЦ, Гродно Глядачів: 2,500 |

| Протокол | Протокол                               | Протокол                                                    | Протокол                         | Протокол                                  |
| --- | -------------------------------------- | ----------------------------------------------------------- | -------------------------------- | ----------------------------------------- |
| | Олександр Зарудний 20 сейвів/ 22 кидки | Голкіпери                                                   | Олексій Бриш 27 сейвів/ 32 кидки | Арбітри: Петро Амосов Володимир Проскуров |
| Дмитро Саяпін 1 (біл.) — 2:15 Олег Малашкевич 2 (біл.) — 4:52 Андрій Шевелєв 2 — 15:36 Олександр Павлович 1 — 6:58 Андрій Шевелєв 3 — 18:08 | 0:1 1:1 1:2 2:2 3:2 4:2 5:2            | 10:20 — Євген Науменко 3 (біл.) 2:52 — Олексій Емельянчик 1 |                                  | Арбітри: Петро Амосов Володимир Проскуров |
| 18 хв. | Вилучення                              | 14 хв.                                                      |                                  | Арбітри: Петро Амосов Володимир Проскуров |
| 32 | Кидки                                  | 22                                                          |                                  | Арбітри: Петро Амосов Володимир Проскуров |

| 10 серпня 2009 18:30 | ХК Вітебськ | 0 : 3 (0:0, 0:2, 0:1) | Юність-Мінськ | Палац спорту, Вітебськ Глядачів: 650 |

| Протокол | Протокол                            | Протокол                                                                                         | Протокол                          | Протокол                                        |
| -------- | ----------------------------------- | ------------------------------------------------------------------------------------------------ | --------------------------------- | ----------------------------------------------- |
|          | Максим Малютін 26 сейвів/ 29 кидків | Голкіпери                                                                                        | Сергій Шабанов 34 сейви/ 34 кидки | Арбітри: Максим Сидоренко Олександр Запольський |
|          | 0:1 0:2 0:3                         | 5:31 — Олександр Матерухін 2 (біл.) 12:00 — Олексій Денискін 1 9:29 — Костянтин Захаров 3 (мен.) |                                   | Арбітри: Максим Сидоренко Олександр Запольський |
| 14 хв.   | Вилучення                           | 16 хв.                                                                                           |                                   | Арбітри: Максим Сидоренко Олександр Запольський |
| 34       | Кидки                               | 29                                                                                               |                                   | Арбітри: Максим Сидоренко Олександр Запольський |

| 12 серпня 2009 18:30 | Шахтар Солігорськ | 3 : 2 (1:0, 1:2, 1:0) | Шинник Бобруйськ | Льодовий Палац, Солігорськ Глядачів: 1,100 |

| Протокол                                                                                      | Протокол                                | Протокол                                             | Протокол                         | Протокол                                       |
| --------------------------------------------------------------------------------------------- | --------------------------------------- | ---------------------------------------------------- | -------------------------------- | ---------------------------------------------- |
|                                                                                               | Степан Горячевських 9 сейвів/ 11 кидків | Голкіпери                                            | Олексій Бриш 9 сейвів/ 12 кидків | Арбітри: Володимир Наливайко Василь Биковський |
| Олег Шафаренко 2 (біл.) — 8:25 Євген Ковиршин 1 (біл.) — 2:40 Сергій Кукушкін 2 (мен.) — 5:00 | 1:0 2:0 1:2 2:2 3:2                     | 12:14 — Владислав Бризгалов 1 12:29 — Сергій Хомко 1 |                                  | Арбітри: Володимир Наливайко Василь Биковський |
| 14 хв.                                                                                        | Вилучення                               | 26 хв.                                               |                                  | Арбітри: Володимир Наливайко Василь Биковський |
| 12                                                                                            | Кидки                                   | 11                                                   |                                  | Арбітри: Володимир Наливайко Василь Биковський |

| 12 серпня 2009 18:30 | Металург Жлобин | 3 : 0 (1:0, 1:0, 1:0) | ХК Вітебськ | Льодовий палац «Металург», Жлобин Глядачів: 1,500 |

| Протокол                                                               | Протокол                        | Протокол  | Протокол                             | Протокол                             |
| ---------------------------------------------------------------------- | ------------------------------- | --------- | ------------------------------------ | ------------------------------------ |
|                                                                        | Андрій Буйко 23 сейви/ 23 кидки | Голкіпери | Михайло Шибанов 14 сейвів/ 17 кидків | Арбітри: Андрій Васько Євген Денисік |
| Агріс Савіелс 2 — 18:08 Микита Осипов 1 — 1:54 Олексій Ложкін 1 — 0:25 | 1:0 2:0 3:0                     |           |                                      | Арбітри: Андрій Васько Євген Денисік |
| 10 хв.                                                                 | Вилучення                       | 8 хв.     |                                      | Арбітри: Андрій Васько Євген Денисік |
| 17                                                                     | Кидки                           | 23        |                                      | Арбітри: Андрій Васько Євген Денисік |

| 12 серпня 2009 18:30 | Юність-Мінськ | 4 : 1 (1:0, 1:1, 2:0) | Німан Гродно | Ковзанка ХК Юність-Мінськ, Мінськ Глядачів: 300 |

| Протокол | Протокол                                                                               | Протокол                | Протокол                                | Протокол                             |
| --- | -------------------------------------------------------------------------------------- | ----------------------- | --------------------------------------- | ------------------------------------ |
| | Сергій Шабанов 23 сейви/ 24 кидки (55:02) Віталій Белінський 0 сейвів/ 0 кидків (4:58) | Голкіпери               | Олександр Зарудний 46 сейвів/ 50 кидків | Арбітри: Валерій Горяєв Дмитро Шилов |
| Олександр Кітаров 1 — 19:38 Роман Романенко 2 (біл.) — 10:37 Олександр Матерухін 3 (біл.) — 11:32 Олександр Боровков 1 — 14:11 | 1:0 1:1 2:1 3:1 4:1                                                                    | 3:20 — Артем Бондарєв 1 |                                         | Арбітри: Валерій Горяєв Дмитро Шилов |
| 6 хв. | Вилучення                                                                              | 14 хв.                  |                                         | Арбітри: Валерій Горяєв Дмитро Шилов |
| 50 | Кидки                                                                                  | 24                      |                                         | Арбітри: Валерій Горяєв Дмитро Шилов |